# Железинський сільський округ
Желе́зинський сільський округ (каз. Железинка ауылдық округі, рос. Железинский сельский округ) — адміністративна одиниця у складі Железинського району Павлодарської області Казахстану. Адміністративний центр — село Железинка.
Населення — 6324 особи (2021; 6174 у 2009, 7327 у 1999, 8520 у 1989).
Станом на 1989 рік існувала Железинська сільська рада (села Железинка, Захаровка, Комаровка, Моїсеєвка, П'ятирижськ).

## Склад
До складу округу входять такі населені пункти:
| Населений пункт   | Старі назви | Населення, осіб (1989) | Населення, осіб (1999) | Населення, осіб (2009) | Населення, осіб (2021) |
| ----------------- | ----------- | ---------------------- | ---------------------- | ---------------------- | ---------------------- |
| Аккайин, село     | Комаровка   | 472                    | 314                    | 164                    | 160                    |
| Железинка, село   | -           | 6516                   | 5956                   | 5190                   | 5438                   |
| Захаровка, село   | -           | 614                    | 414                    | 278                    | 232                    |
| Моїсеєвка, село   | -           | 546                    | 370                    | 337                    | 310                    |
| П'ятирижськ, село | -           | 372                    | 273                    | 205                    | 184                    |